# Hutě (Hošťálkovy)
Hutě (deutsch Hütte) ist eine zum Ortsteil Křížová (Kreuzberg) der Gemeinde Hošťálkovy (Gotschdorf) gehörige Wüstung in Tschechien. Sie liegt fünf Kilometer südwestlich von Město Albrechtice (Olbersdorf) und gehört zum Okres Bruntál.

## Geographie
Der Weiler Hutě befand sich in der Brantická vrchovina (Bransdorfer Hügelland) auf einer Hochfläche an der Quellmulde eines linken Nebenbaches zum Kobylí potok (Kohlbach). Nördlich erhebt sich der Na Kopci (705 m. n.m.), im Südosten der U Janovce (672 m. n.m.) sowie südwestlich der Nad alejí (743 m. n.m.) und die Bedřichova hora (Friedrichsberg, 745 m. n.m.).
Nachbarorte sind Hynčice (Heinzendorf) im Norden, Česká Ves (Neudörfel) im Nordosten, Burkvíz (Burgwiese) im Osten, Křížová (Kreuzberg) im Südosten, Staré Purkartice (Alt Bürgersdorf) im Süden, Dlouhá Ves (Langendorf) im Südwesten, Horní Holčovice (Ober-Hillersdorf) im Westen sowie Dolní Holčovice (Nieder-Hillersdorf) und Hejnov (Heindorf) im Nordwesten.

## Geschichte
Hütte wurde im ersten Drittel des 18. Jahrhunderts durch die langjährigen Erbherrn der zum schlesischen Herzogtum Troppau gehörigen Herrschaft Gotschdorf, Familie Skrbenský von Hrzistie (Skrbenský z Hříště) auf den Fluren eines aufgelösten Meierhofes gegründet. Nach der Josephinischen Landesaufnahme des Herzogtums Ober-Schlesien bestand der Weiler in der Mitte des 18. Jahrhunderts aus dem vierseitigen ehemaligen Meierhof und vier Häuslerstellen.
Die Herren Skrbenský hielten die Herrschaft Gotschdorf über zweieinhalb Jahrhunderte; 1831 musste sie Karl Traugott Gabriel Skrbenský wegen Überschuldung an Karl von Strachwitz verkaufen. 
Im Jahre 1835 standen in der Kolonie Hütte elf ärmliche Wohngebäude mit 83 deutschsprachigen und katholischen Einwohnern, die von Tagelohn lebten. Pfarr- und Schulort war Neudörfl. Nach dem Tode des Karl von Strachwitz ging die Herrschaft 1837 an seinem Schwiegersohn Heinrich von Arco über. Bis zur Mitte des 19. Jahrhunderts blieb Hütte der Herrschaft Gotschdorf untertänig. 
Nach der Aufhebung der Patrimonialherrschaften bildete Hütte / Hutě ab 1849 einen Ortsteil der Gemeinde Kreuzberg im Gerichtsbezirk Olbersdorf. Ab 1869 gehörte Hütte zum Bezirk Jägerndorf. Zu dieser Zeit hatte der Weiler 67 Einwohner und bestand aus elf Häusern. 
Im Jahre 1900 lebten in Hütte 49 Personen, 1910 waren es 46. Nach dem Ende des Ersten Weltkrieges 1918 wurde Hütte Teil der neugegründeten Tschechoslowakei. Beim Zensus von 1921 lebten in den zehn Häusern von Hütte / Hutě 35 Deutsche. Im Jahre 1930 bestand Hütte aus zehn Häusern und hatte 43 Einwohner.  Nach dem Münchner Abkommen wurde der Weiler im Herbst 1938 dem Deutschen Reich zugesprochen und gehörte bis 1945 zum Landkreis Jägerndorf. Nach dem Ende des Zweiten Weltkrieges 1945 kam Hutě zur Tschechoslowakei zurück. Die deutschsprachige Bevölkerung wurde in dieser Zeit vertrieben und der Ort nicht wiederbesiedelt. 1949 wurde Hutě zusammen mit Křížová nach Vraclávek eingemeindet. Im Jahre 1950 bestand Hutě aus elf Häusern und war unbewohnt. Die verlassenen Häuser verfielen und wurden den 1950er Jahren abgerissen. Seit 1960 gehört die Wüstung zur Gemeinde Hošťálkovy und wurde mit dieser zu Beginn des Jahres 1961 in den Okres Bruntál umgegliedert. 

## Ortsgliederung
Die Wüstung Hutě gehört zum Ortsteil Křížová und ist Teil des Katastralbezirks Křížová ve Slezsku.